# Macrogalea mombasae
Macrogalea mombasae är en biart som beskrevs av Cockerell 1930. Macrogalea mombasae ingår i släktet Macrogalea och familjen långtungebin. Inga underarter finns listade i Catalogue of Life.